# Liên đoàn bóng đá Armenia
Liên đoàn bóng đá Armenia (tiếng Armenia: Հայաստանի ֆուտբոլի ֆեդերացիա) là tổ chức quản lý, điều hành các hoạt động bóng đá ở Armenia. Liên đoàn quản lý đội tuyển bóng đá quốc gia nam và nữ, tổ chức các giải bóng đá như vô địch quốc gia và cúp quốc gia. Liên đoàn bóng đá Armenia gia nhập FIFA năm 1992 và UEFA năm 1993.